# ناحیه الیرموک
ناحیه الیرموک (به عربی: الیرموک) یک منطقهٔ مسکونی در اردن است که در استان امان واقع شده‌است.